# Сичик-горобець світлоголовий
Си́чик-горобе́ць світлоголовий (Glaucidium palmarum) — вид совоподібних птахів родини совових (Strigidae). Ендемік Мексики.

## Опис
Довжина птаха становить 13—15 см. Самці важать 43—48 г, самиці дещо більші за самців. Голова і спина коричневі, крила і хвіст сірувато-коричневі. Голова поцяткована темними плямками. На крилах білі пляма, хвіст поцяткований білими смугами. На обличчі білуваті «брови». На потилиці є дві темних плями, що нагадують очі і слугують до відлякування й обману. Нижня частина тіла білувато-охриста, поцяткована широкими коричневими смугами. Очі жовті.

## Поширення і екологія
Світлоголові сичики-горобці мешкають на заході Мексики, від центральної Сонори на південь до Оахаки. Вони живуть у субтропічних і тропічних сухих і вологих лісах, трапляються на кавових плантаціях. Зустрічаються на висоті до 1500 м над рівнем моря. Ведуть переважно нічний спосіб життя, хоча бувають активними і вдень. Живляться переважно комахами та іншими безхребетними, а також дрібними хребетними. Гніздяться в дуплах дерев, часто використовують покинуті дупла дятлів.